# Hermann Nitsch
Hermann Nitsch (19. srpna 1938 Vídeň – 18. dubna 2022 Mistelbach) byl rakouský výtvarník, výrazně se projevil v šedesátých letech svým zájmem o „divadlo orgií a mystérií“.[zdroj?]
Hermann Nitsch byl nejvýznamnějším představitelem vídeňského akcionismu. Od roku 1960 pořádal ve Vídni akce a výstavy v jejichž důsledku byl obžalován a třikrát odsouzen.[zdroj?] Jeho akce byly vlastně obřady (rituály), při nichž byla zabitá zvířata, jejich vnitřnosti a krev používány jako médium malby (na plátno, člověka). Nitsch se zabýval i klasickou malbou, také tvorbou objektů, instalací, scénografií. Skládal také hudbu.
Svou tvorbou byl zastoupen ve všech důležitých veřejných sbírkách[zdroj?] a vystavoval prakticky v celém světě. Nitsch byl jedním z nejvýznamnějších světových umělců.[zdroj?]
Výrazně na sebe upoutal pozornost v roce 1998 šest dní trvající slavností na svém zámku v Prinzendorfu.[zdroj?]

## Biografická data
- narozen 1938 ve Vídni.
- 1957 vytváří koncept Divadla orgií a mystérií.
- 1960–1966 vytváří akce a výstavy pro ve Vídni.
- 1989 působí jako učitel na Akademii výtvarného umění ve Frankfurtu.
- 1995 vytváří dekorace a scénografii pro Vídeňskou operu Julese Masseneta „hérodiade“.
- 1996 akce, výstavy a koncerty po Evropě, USA a Austrálii
- 1998 šestidenní slavnost v Prinzendorfu, pokračuje v práci na Divadlu orgií